# 能島和明
能島 和明（のうじま かずあき、1944年1月30日 - ）は、日本の画家。東京都出身。

## 来歴
東京都浅草に5人兄弟の長男として生まれる。戦争のため母の実家のあった宮城県栗原郡築館町（現栗原市）に疎開し、そのまま移住した。父である能島康明は日展で活躍した日本画家であり、幼少の頃から日本画に触れる機会は多かった。少年時代から絵の才能を見出されており、当時の学校の先生から嫉妬を受け、筆を折るように言われたという話もある。
宮城県築館高等学校を卒業すると、東京に戻り多摩美術大学で日本画を学ぶ、奥田元宋に師事。大学在学中に日展に初入選、なおこれは最年少での入選記録となる。以降、日展特選を2回、日展会員賞、日展文部科学大臣賞、宮城県教育文化功労者、日本芸術院賞などを受賞した。現在は、河北美術展顧問、日春展委員、日展評議員を務める。宮城県栗原市の栗駒山にてアトリエを構えている。

## 家族
父は日本画家の能島康明、娘も日本画家であり、日展会員である能島浜江、能島千晴。
弟:能島千秋も日展会員である。妹も日本画をやっており、日展で活躍している。
従兄弟には彫刻家で芸術院会員である、能島征二がいる。

## 経歴
- 1944　東京浅草に生まれる
- 1959　河北美術展初入選
- 1962　奥田元宋に師事
- 1963　第6回日展初入選
- 1966　多摩美術大学日本画科卒業
- 1968　日春展奨励賞（同 '69 '74 '75）
- 1970　日春展日春賞（同 '72）
- 1972　日展特選（同 '75）
- 1973　第2回宮城芸術選奨
- 1979　昭和世代日本画展出品
- 1980　日展審査員（同 '88 '92 '02 '09）
- 1981　次代への日本画展出品（同 '82）
- 1982　第14回日展　会員賞
- 1994　日展評議員となる　両洋の眼展
- 2009　第41回日展　文部科学大臣賞
- 2013　日本芸術院賞受賞[2]。
- 2014　河北文化賞受賞[3]。